# Championnat du Mexique de football 1956-1957
Navigation
Saison précédente Saison suivante
La Primera División 1956-1957 est la quatorzième édition de la première division mexicaine.
Lors de ce tournoi, le FC León a tenté de conserver son titre de champion du Mexique face aux douze meilleurs clubs mexicains.
Chacun des treize clubs participant au championnat était confronté deux fois aux douze autres.

## Les 13 clubs participants
| \| Mexico: Club América CF Atlante Club Necaxa Guadalajara: CF Atlas Chivas de Guadalajara Oro de Jalisco CF Monterrey CF Tampico Club Deportivo Cuautla Zacatepec Deportivo Toluca FC FC León Mexico Guadalajara Deportivo Irapuato \| Localisation des clubs engagés dans le championnat. |
| Mexico: Club América CF Atlante Club Necaxa Guadalajara: CF Atlas Chivas de Guadalajara Oro de Jalisco CF Monterrey CF Tampico Club Deportivo Cuautla Zacatepec Deportivo Toluca FC FC León Mexico Guadalajara Deportivo Irapuato                                                           |

| Club                        | Stade                          | Capacité          | Ville                |
| Club América                | Stade Olímpico Universitario   | 62 214            | Mexico               |
| CF Atlante                  | Stade inconnu                  | Capacité inconnue | Mexico               |
| CF Atlas                    | Stade Felipe Martínez Sandoval | 10 000            | Guadalajara          |
| Club Deportivo Cuautla (en) | Stade Isidro Gil Tapia         | 3 200             | Cuautla              |
| Chivas de Guadalajara       | Stade Felipe Martínez Sandoval | 10 000            | Guadalajara          |
| Deportivo Irapuato          | Stade inconnu                  | Capacité inconnue | Irapuato             |
| Oro de Jalisco              | Stade Felipe Martínez Sandoval | 10 000            | Guadalajara          |
| FC León                     | Stade inconnu                  | Capacité inconnue | León                 |
| CF Monterrey                | Stade Tecnológico              | 33 485            | Monterrey            |
| Club Necaxa                 | Parque Oblatos                 | Capacité inconnue | Mexico               |
| CF Tampico                  | Stade inconnu                  | Capacité inconnue | Tampico              |
| Club Toluca                 | Stade Nemesio Díez             | 27 000            | Toluca               |
| Zacatepec                   | Stade Coruco Díaz              | 16 000            | Zacatepec de Hidalgo |

## Compétition
Les treize équipes s'affrontent à deux reprises selon un calendrier tiré aléatoirement.
Le classement est établi sur l'ancien barème de points (victoire à 2 points, match nul à 1, défaite à 0).
Le départage final se fait selon les critères suivants si le titre ou la relégation sont en jeu :
- Le nombre de points.
- Un match de départage.

Sinon le départage final se fait selon les critères suivants :
- Le nombre de points.
- La différence de buts générale.
- La différence de buts particulière.
- Le nombre de buts marqué à l'extérieur.
- Le tirage au sort.

### Classement
| Rang | Équipe                      | Pts | J  | G  | N | P  | Bp | Bc | Diff |
| ---- | --------------------------- | --- | -- | -- | - | -- | -- | -- | ---- |
| 1    | Chivas de Guadalajara       | 36  | 24 | 17 | 2 | 5  | 47 | 22 | +25  |
| 2    | Club Toluca                 | 30  | 24 | 11 | 8 | 5  | 45 | 20 | +25  |
| 3    | FC León (T)                 | 30  | 24 | 11 | 8 | 5  | 45 | 21 | +24  |
| 4    | CF Atlante                  | 30  | 24 | 11 | 8 | 5  | 46 | 27 | +19  |
| 5    | Deportivo Irapuato          | 26  | 24 | 12 | 2 | 10 | 38 | 36 | +2   |
| 6    | CF Atlas                    | 25  | 24 | 9  | 7 | 8  | 35 | 35 | 0    |
| 7    | Oro de Jalisco              | 23  | 24 | 9  | 5 | 10 | 38 | 49 | -11  |
| 8    | Club Deportivo Cuautla (en) | 22  | 24 | 10 | 2 | 12 | 28 | 38 | -10  |
| 9    | Club Necaxa                 | 21  | 24 | 7  | 7 | 10 | 30 | 34 | -4   |
| 10   | CF Tampico                  | 20  | 24 | 7  | 6 | 11 | 27 | 46 | -19  |
| 11   | Club América                | 18  | 24 | 5  | 8 | 11 | 25 | 44 | -19  |
| 12   | Zacatepec (C)               | 16  | 24 | 5  | 6 | 13 | 24 | 42 | -18  |
| 13   | CF Monterrey (P)            | 15  | 24 | 4  | 7 | 13 | 23 | 46 | -23  |

| Légende : Qualifications et relégations | Légende : Qualifications et relégations                                                              |
| --------------------------------------- | --- |
|                                         | Relégué en Primera División A                                                                        |
|                                         | (T) : Tenant du titre (C) : Vainqueur de la Copa México 1956-1957 (P) : Promu de la saison 1955-1956 |

## Bilan du tournoi
| Tableau d'Honneur    |                       |
| Compétition          | Vainqueur             |
| Primera División     | Chivas de Guadalajara |
| Copa México          | Zacatepec             |
| Campeón de Campeones | Chivas de Guadalajara |

| Promotions et relégations     |                                        |
| Relégué en Primera División A | CF Monterrey                           |
| Promu de Primera División A   | Oro Morelia Club Deportivo Zamora (en) |